# San José de Jáchal
San José de Jáchal est une ville du nord-est de la province de San Juan en Argentine, située dans les Andes, au croisement de deux routes nationales importantes, la route nationale 40 allant du nord au sud, et la route nationale 150 qui va d'est en ouest. La ville se trouve au sud du río Jáchal à une altitude de 640 mètres. Elle est le chef-lieu du département de Jáchal et 
se trouve à 153 km de la ville de San Juan.
Elle fut fondée le 25 juin 1751 par Juan de Echegaray. Elle porte le surnom de "Cuna de la Tradición" ce qui signifie "Berceau de la Tradition".

## Population

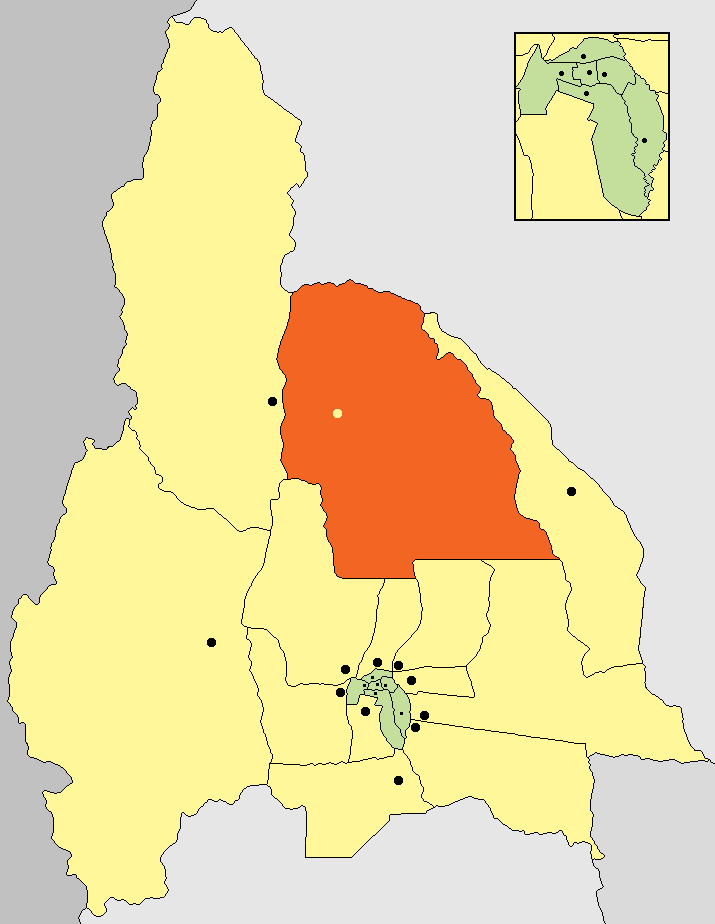

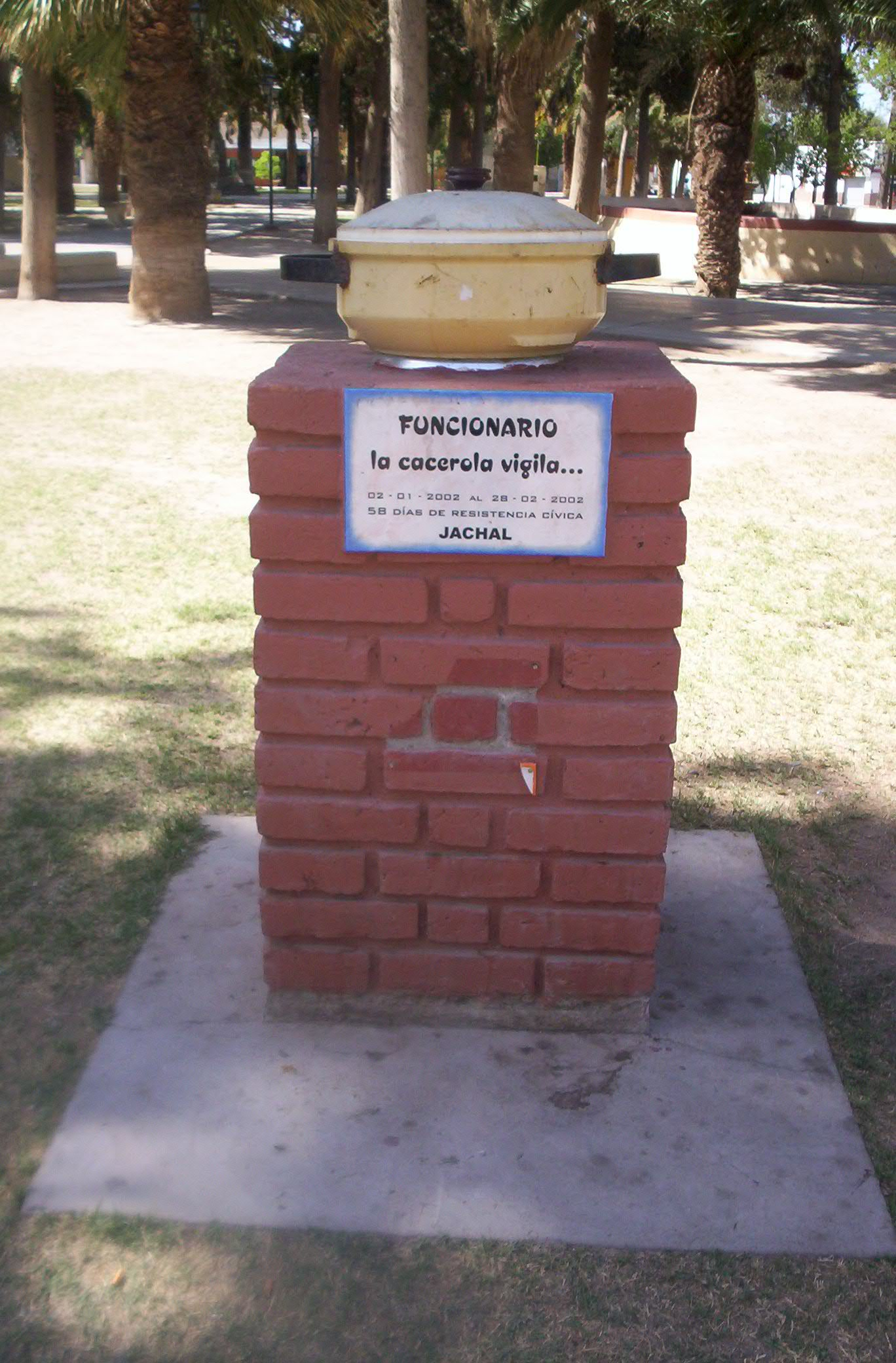
Vue du monument dédié à la casserole sur la place principale de San José de Jáchal. Allusion sans doute aux célèbres casserolades argentines qui ponctuèrent l'été austral 2001-2002 et finirent par avoir raison du Président de la Nation de la Rúa.

En 2001, elle comptait 10 993 habitants, ce qui représentait un accroissement de 13,0 % vis-à-vis des 9 726 de l'année 1991. Cela la situait à la 5e place parmi les agglomérations de la province.